# Banco de Desenvolvimento do Paraná
Banco de Desenvolvimento do Paraná (BADEP) foi um banco de fomento que tinha como principal finalidade o desenvolvimento econômico do estado do Paraná. O banco foi criado em 1968 com a reformulação da antiga CODEPAR (Companhia de Desenvolvimento do Paraná).
Em 1991, o Banco Central (BACEN) determinou a liquidação extrajudicial do BADEP, tendo sido convertida em liquidação ordinária em 1993. Entre as condições estabelecidas, estava a quitação da dívida existente com o próprio BACEN. Os negócios do Banco passaram então à administração do Estado do Paraná, através de um liquidante designado.
O banco também possuía uma dívida de R$ 2,1 bilhões contraída com o BNDES na década de 80, o que chegou a provocar o impedimento de empréstimos nacionais e internacionais negociados pelo governo paranaense.
Com a promulgação da Lei 18.929, de 20 de dezembro de 2016, o Estado do Paraná foi autorizado a suceder o BADEP a partir da Assembleia Geral que determinar a sua extinção. A sucessão deve se dar em todos os direitos e obrigações, inclusive de todos os contratos e ações judiciais em que figure o BADEP como parte, seu patrimônio e todo e qualquer ativo ou passivo, presente ou futuro.
Em 30 de julho de 2018, a Assembleia Geral autorizou a extinção do BADEP. Em 05 de setembro de 2019, o Bacen aprovou o pedido de cancelamento da autorização para o funcionamento do banco, após 24 anos de liquidação.